# Rat race
Pour les articles homonymes, voir rat race (homonymie).
 (mars 2022).

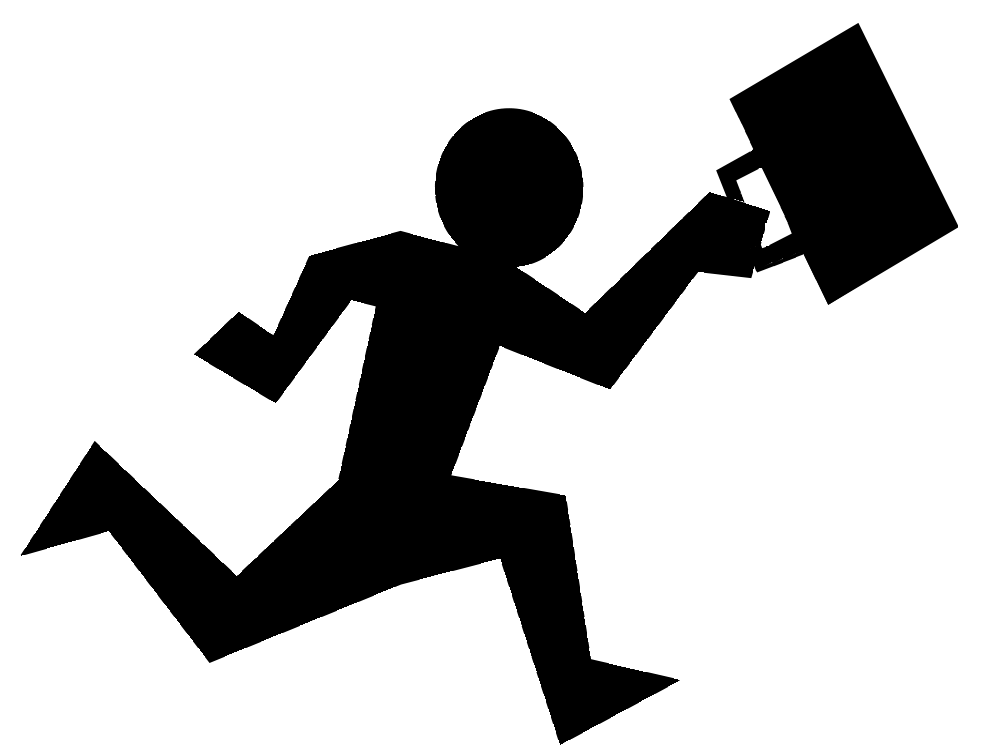
Vue d'artiste de la course de rat moderne.

La rat race (expression anglophone signifiant littéralement « course de rats ») est essentiellement la métaphore d’une concurrence, d’une compétition acharnée et impitoyable pour obtenir une réussite que d’autres essayent de nous ravir.
Il correspond à l’expression française « foire d’empoigne » . Il peut également être traduit par « course effrénée (à la réussite ou au pouvoir) ».
L’expression en est venue à prendre la connotation d’une course sans fin, auto-destructrice ou inutile. C'est une forme de précipitation et de « fuite en avant ». Elle est fondée sur l'image d'un rat de laboratoire essayant de s'échapper en parcourant un labyrinthe ou une roue.
La rat race symbolise la course de l’homme moderne après le temps, un meilleur salaire, un meilleur statut social, pour en définitive consommer afin de compenser le vide existentiel qui subsiste. Cette notion est souvent opposée à celles de liberté financière et d’indépendance financière.

## Étymologie
Rat race, attesté depuis 1934, désigne d’abord, dans le jargon de l’aviation, l’activité, dans le cadre d’une formation, qui consiste pour un pilote à suivre les moindres mouvements de l’avion qui le précède et qui multiplie les manœuvres afin de perdre son poursuivant. À partir de 1945, il prend le sens d’une lutte entre des concurrents poursuivant un objectif commun.

## Musique
Rat race est un standard de jazz, popularisé par son créateur Quincy Jones et par l'orchestre de Count Basie puis par le groupe vocal Double Six.

## Dans la culture populaire
- Le jeu de société Cashflow 101 (en) reprend le concept de rat race en désignant une partie du parcours de la planche de jeu sous ce nom.
- Rat race est le titre d'une des chansons de l'album Rastaman Vibration de Bob Marley. Elle aborde la course inutile de l'homme moderne.
- Rat race, ou Course folle au Québec, est un film canado-américain réalisé par Jerry Zucker et sorti en août 2001.
- Rat race est une chanson du groupe britannique The Specials, sortie en 1980 et restée 5 semaines dans les charts anglais. Cette chanson présente une critique acerbe d'une personne participant à cette course folle.
- RAT RACE (feat. MC8Bit) est le titre d'une des musiques de Toriena[5], présent dans l'album SIXTHSENSE RIOT[6].
- La course du rat est une bande-dessinée de Gérard Lauzier parue chez Dargaud en 1978.
- Le concept de Rat race se retrouve dans la chanson Slave to the Wage de Placebo (2000) « A race for rats to die »[7].
- L'illustrateur et animateur Steve Cutts utilise cette image dans une de ses vidéos les plus populaires, intitulée Happiness (2017), une critique de la société moderne de consommation, dans laquelle on voit un rat mener une course effrénée au bonheur.